# Grupo Empresarial Antioqueño
Grupo Empresarial Antioqueño é o maior grupo empresarial da colômbia, composto por 125 empresas, sendo que a maiorias delas estão sediados no departamento de Antioquia, a empresa tem mais de 150.000 funcionários e mais de 10.000 acionistas.Em 2012 o faturamento total do grupo é o equivalente a 5% de todo o produto interno bruto colombiano,foi fundado em 1978 e também é considerada a maior empresa multinacional da colombia e teve um faturamento total de US$ 17,8 bilhões em 2012.

## Companhias
- Bancolombia
- Grupo Nutresa
  - Servicios Nacional de Chocolates
  - Compañía Nacional de Chocolates
  - Compañia Nacional de Chocolates Costa Rica
  - Compañia Nacional de Chocolates Perú
  - Nutresa Mexico
  - Compañía de Galletas Noel
  - Fehr Foods E.E.U.U
  - Compañía de Galletas Pozuelo D.C.R.
  - Industrias de Alimentos Zenú
  - Novaventa
  - La Recetta
  - Setas Colombianas
  - Colcafé
  - Tropical coffee Company
  - Meals de Colombia
  - Pastas Doria
  - Rica Rondo
  - Frigorífico Suizo
  - Café La Bastilla
  - Hermo de Venezuela
  - Ernesto Berard Panama
  - Blue Ribbon Panama
  - Frigorífico Continental
  - Tecniagro
  - Comarrico
- Fabricato
- Inversiones Argos
  - Cementos Argos
  - Cementos Colón
  - Corp. Incem
  - Port Royal
  - CINA
  - Savannah Cement
  - Southern Star Concrete, Inc.
  - Concrete Express
  - Ready Mixed Concrete
- Grupo Sura
  - Compañía Suramericana de Seguros
  - Compañía Suramericana de Seguros de Vida
  - Interoceánica de Seguros
  - Susalud
  - Suratep
  - Seriauto
  - Administradora de Fondos de Inversión Suramericana
  - Gerencia Prestación servicios de Salud
  - IPS Punto de Salud, IPS Punto de Vista, AVANCE, SALUD SURA, Salud en Casa
  - Compañía Suramericana de Capitalización
  - Centro para los Trabajadores CPT
- Internacional Ejecutiva de Aviación